# سرگئی کوزمینوف
سرگئی کوزمیانوف (ارمنی: Սերգեյ Կուզմինով؛ انگلیسی: Sergei Khudiakov؛ ۸ ژوئیهٔ ۱۹۷۸ ) بازیکن هاکی روی یخ اهل ارمنستان در پست مدافع است.

## باشگاهی
از باشگاه‌هایی که در آن بازی کرده‌است می‌توان به باشگاه هاکی روی یخ دینامو ایروان، باشگاه هاکی روی یخ پغپغنر ایروان، اشاره کرد.

## تیم ملی
وی همچنین در تیم ملی هاکی روی یخ مردان ارمنستان بازی کرده‌است